# Glibodol
Glibodol – wieś w Chorwacji, w żupanii licko-seńskiej, w gminie Brinje. W 2011 roku liczyła 6 mieszkańców.